# Víctor Ugarte
Víctor Agustín Ugarte, mais conhecido como Ugarte (Tupiza, 5 de maio de 1926 — La Paz, 20 de março de 1995) foi um futebolista boliviano que atuava como atacante. É, juntamente com Etcheverry, o maior jogador boliviano de todos os tempos.

## Carreira

### Clubes
Ugarte iniciou a carreira no Bolívar, clube que defendeu de 1947 a 1958. Posteriormente, transferiu-se para o San Lorenzo, da Argentina; jogou também no Once Caldas, da Colômbia, e, após retornar ao Bolívar, encerrou nesse clube a carreira em 1966.

### Seleção Nacional
Pela Seleção Boliviana, disputou 45 partidas entre 1947 e 1963, marcando 16 gols. Conquistou o Campeonato Sul-Americano de 1963 (atual Copa América) – disputado em seu país –, sendo esse, até os dias atuais, o único título oficial da Seleção Boliviana de Futebol.